# Тут живуть дракони

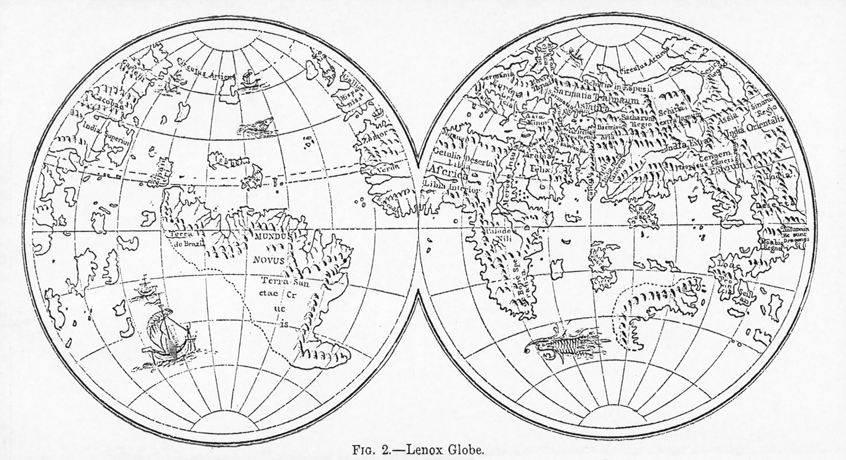
Глобус Хант-Ленокс

«Тут живуть дракони» (лат. Hic sunt dracones) — сталий вислів, що означає небезпечні або недосліджені території, що є наслідуванням середньовічної практики додавання ілюстрацій драконів, морських чудовиськ і інших міфічних істот замість ненамальованих областей на картографічних мапах.

## Історія
Хоча декілька старих мап, таких як Theatrum Orbis Terrarum, мають ілюстрації міфічних істот для оздоблення, сама фраза є анахронізмом. Існує лише два відомих історичних вживання цієї фрази в латинською мовою у формі «HC SVNT DRACONES» (тобто hic sunt dracones, 'тут є дракони'). Одним із них є глобус Хант-Ленокс (c. 1503–07), в якому цей напис з'являється довкола східного узбережжя Азії. Це може бути пов'язано із комодськими варанами, що проживають на Індонезійських островах, розповіді про яких дуже поширені в Східній Азії. Другим є глобус, що вигравіруваний на двох з'єднаних половинках яйця страуса, датований 1504. Ранні мапи мають різноманітні посилання на міфічних і справжніх істот, але ці два: глобус Хант-Ленокс і глобус на яйці страуса є єдиними вцілілими мапами, на яких згадується саме цей вислів. Крім того, ці дві мапи можуть бути тісно пов'язані: дослідження глобусу нанесеного на яйце, яке провів колекціонер Стефан Міссінне, прийшло до висновку, що глобус Хант-Ленокс є насправді його продовженням.